# Brunviolett ängsfly
Brunviolett ängsfly (Mniotype satura), (Blepharita satura) enligt Catalogue of Life, är en fjärilsart som beskrevs av  Michael Denis och Ignaz Schiffermüller, 1775. Brunviolett ängsfly ingår i släktet Mniotype och familjen nattflyn. Inga underarter finns listade i Catalogue of Life.

## Bildgalleri

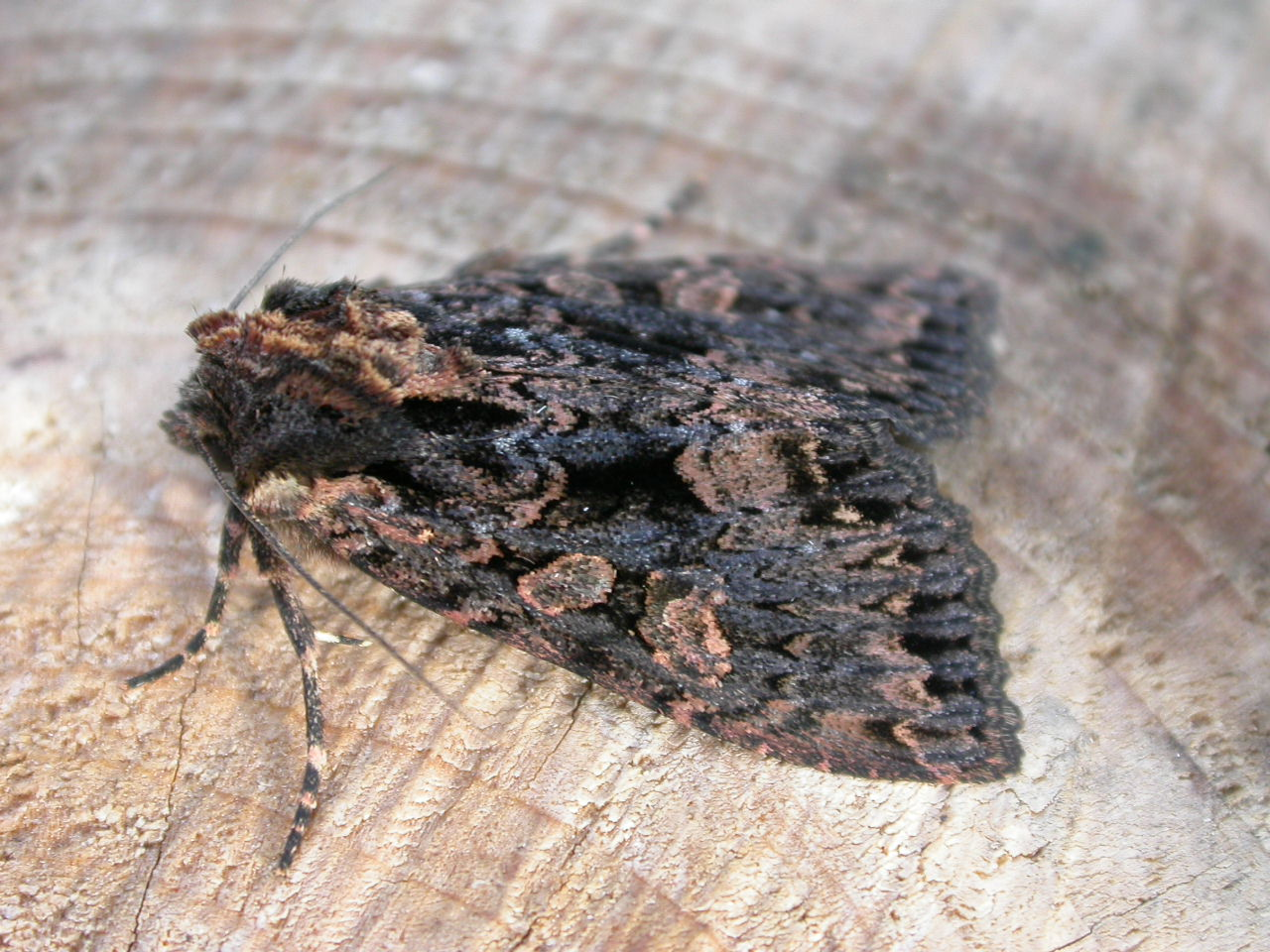
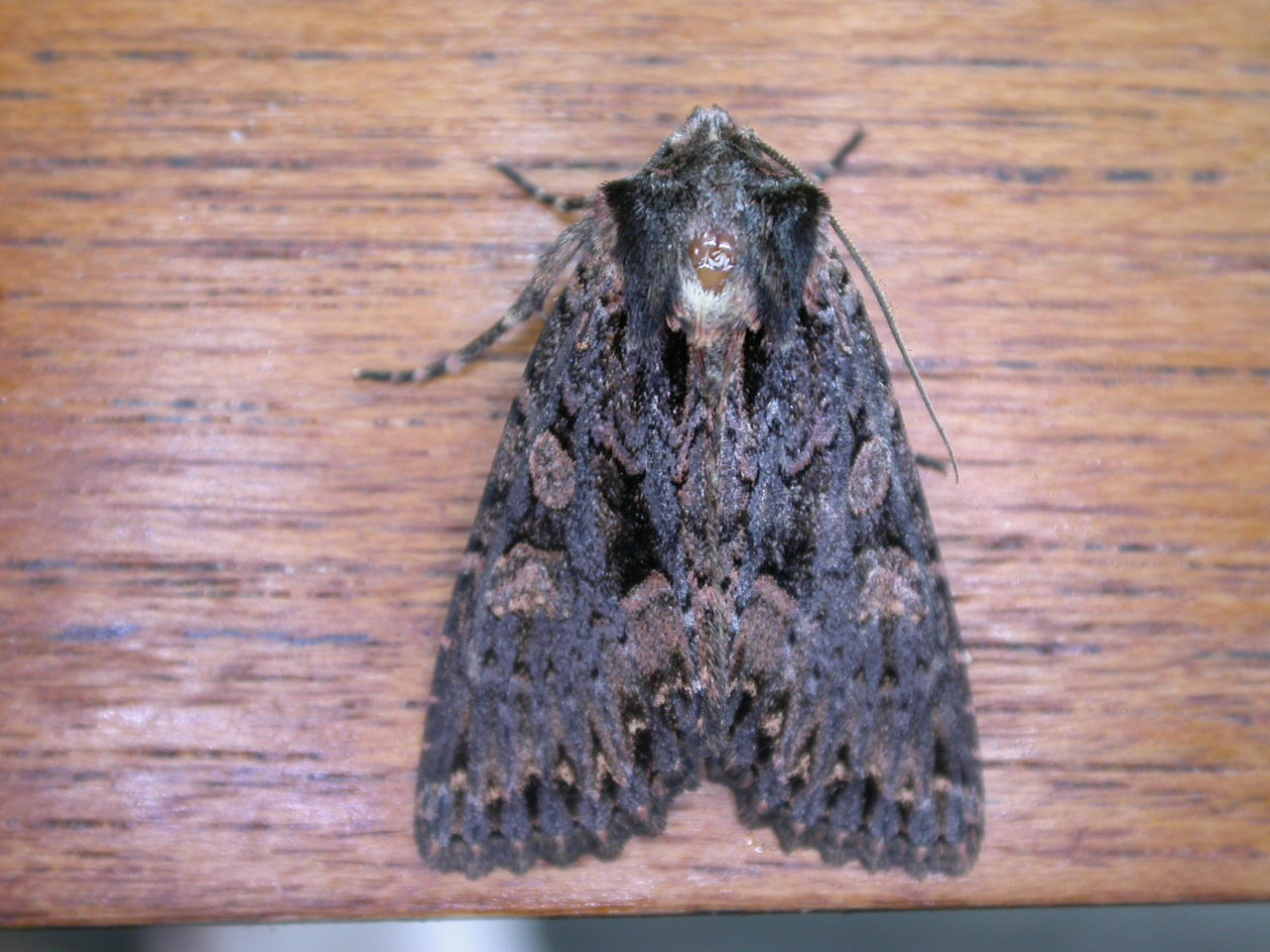
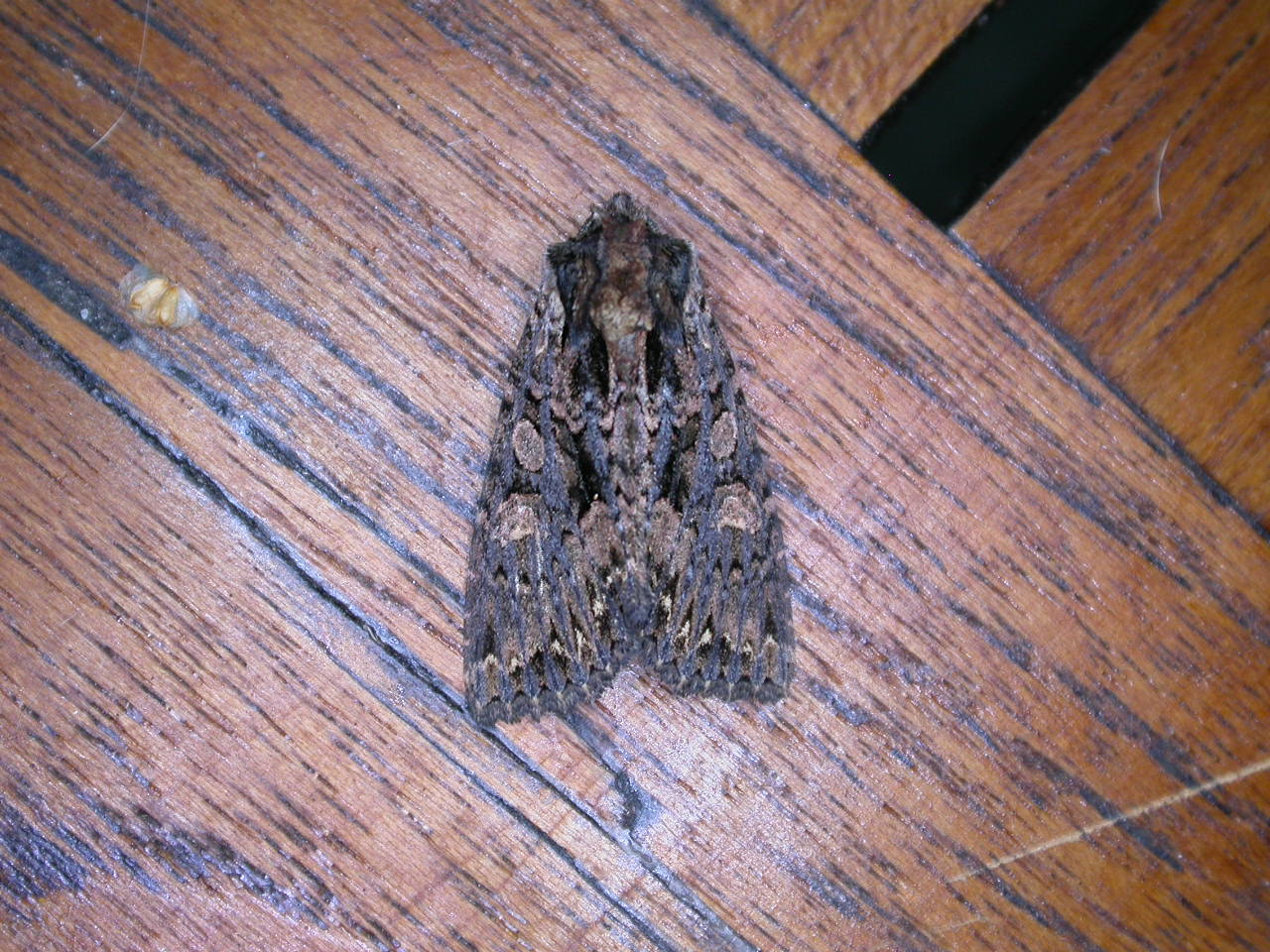